# Mario Pinna
Mario Pinna (Oristano, 7 agosto 1923 – Pisa, 28 luglio 2001) è stato un geografo e climatologo italiano.

## Biografia
Mario Pinna si è laureato in lettere classiche all'Università di Cagliari nel 1948, con una tesi sulla Geografia della Penisola del Sinis. Nel 1952 vince il concorso per assistente ordinario alla Facoltà di lettere e filosofia dell'Università di Pisa dove dal 1957 ricopre anche l'incarico di geografia politica ed economica nel corso di laurea in scienze politiche. Nel 1959 diventa libero docente e prende l'incarico del corso di geografia generale per scienze geologiche e scienze naturali.
Nel 1968 vince il concorso per la cattedra di geografia presso l'Università di Parma, dove rimane due anni.
Nel 1970 torna a Pisa come titolare della cattedra di geografia economica nella facoltà di economia e commercio, di cui fu anche preside dal 1971 al 1974, e dove rimane fino al 1996, anno in cui lascia l'università per raggiunti limiti di età.
Nel 1953 aveva iniziato a collaborare con la Società geografica italiana, scrivendo articoli e recensioni per il Bollettino dell'associazione, questa collaborazione si intensifica nel 1975 con il suo inserimento nel consiglio direttivo della Società geografica italiana, di cui poi fu a lungo vicepresidente.
Nel 2000 gli viene conferita la medaglia d'oro Maestri della Geografia da parte della Associazione dei geografi italiani, durante il XXVIII Congresso geografico italiano di Roma.

## Pubblicazioni
Nel corso della sua lunga carriera professionale Mario Pinna ha prodotto quasi 300 scritti, oltre a numerosi contributi ad opere
di carattere enciclopedico. Fra questi i principali sono:
- Le variazioni del clima in epoca storica e i loro effetti sulla vita e le attività umane. Un tentativo di sintesi, Bollettino della Società Geografica Italiana, 1969.
- Climatologia, Torino, UTET, 1977.
- L'atmosfera e il clima, Torino, UTET, 1978.
- La storia del clima. Variazioni climatiche e rapporto clima-uomo in età postglaciale, Memorie della Società Geografica Italiana, 1984.
- Le variazioni del clima. Dall'ultima grande glaciazione alle prospettive per il XXI secolo, Milano, F. Angeli, 1996.